# Blohm & Voss Ha 140
Blohm & Voss Ha 140 byl německý třímístný celokovový dvoumotorový hydroplán s dvojitou SOP.

## Vznik
V srpnu 1935 obeslalo RLM firmy Hamburger Flugzeugbau a Heinkel objednávkou na návrh dvoumotorového plovákového letounu, který by plnil pozorovací úkoly s možností torpédování. Konstruktér R. Vogt s kolektivem vypracoval návrh v podobě Projektu 19 a současně i návrh pozemní verze Projekt 19a. Koncem září byly oba návrhy poslány na RLM, které se 1. listopadu 1935 rozhodlo objednat tři prototypy dvouplovákového letounu s označením Ha 140.

## Vývoj
První prototyp Ha 141 V1 (D-AUTO) měl premiérový let 30. září 1937. Pohon zajišťovala dvojice hvězdicových devítiválců BMW 132K chlazených vzduchem o vzletovém výkonu 588 kW. Koncem roku byl přelétnut k Erprobungsstelle Travemünde ke zkouškám, kde brzy došlo k jeho havárii během přistání na rozbouřené moře. Zlomil se pravý plovák a vytrhl motor z lože. Stroj se vrátil do Hamburku a jeho místo zaujal druhý dokončený exemplář Ha 140 V2 s identickou imatrikulací. Vnitřní pumovnice obou letounů mohla pojmout jedno torpédo o 950 kg, nebo čtyři pumy o hmotnosti po 250 kg. Navrhovaná hlavňová výzbroj měla být složena ze dvou pohyblivých kulometů MG 15 ráže 7,92 mm.
Zdokonalený třetí prototyp Ha 140 V3 (D-AMME), dokončený na konci soku 1938, měl navíc sloty na náběžných hranách vnějších částí křídla, řadu vnitřních vylepšení a nenesl příďovou kulometnou věž. Do Travemünde byl přidělen v květnu 1939.
Dne 21. září 1939 bylo přijato oficiální rozhodnutí o zastavení dalších testů ve prospěch sériové výroby letounu Heinkel He 115.
Po ukončení zkoušek se Ha 140 V3 vrátil do mateřské továrny, která od roku 1937 nesla název Abteilung Flugzeugbau der Schiffsverft Blohm und Voss. Zde nejprve létal s měřenou maketou svislé ocasní plochy letounu Blohm & Voss BV 222 na hřbetě trupu. V roce 1940 se na třetím prototypu ověřoval patent R. Vogta, který spočíval v měnitelném úhlu nastavení křídla během letu. Celý systém byl následně využit u dopravního stroje Blohm & Voss BV 144.

## Specifikace

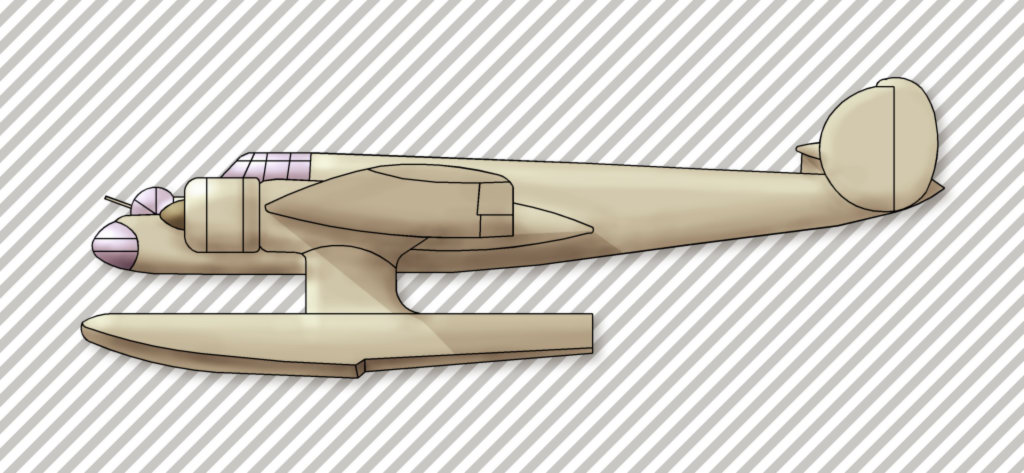
Blohm & Voss Ha 140

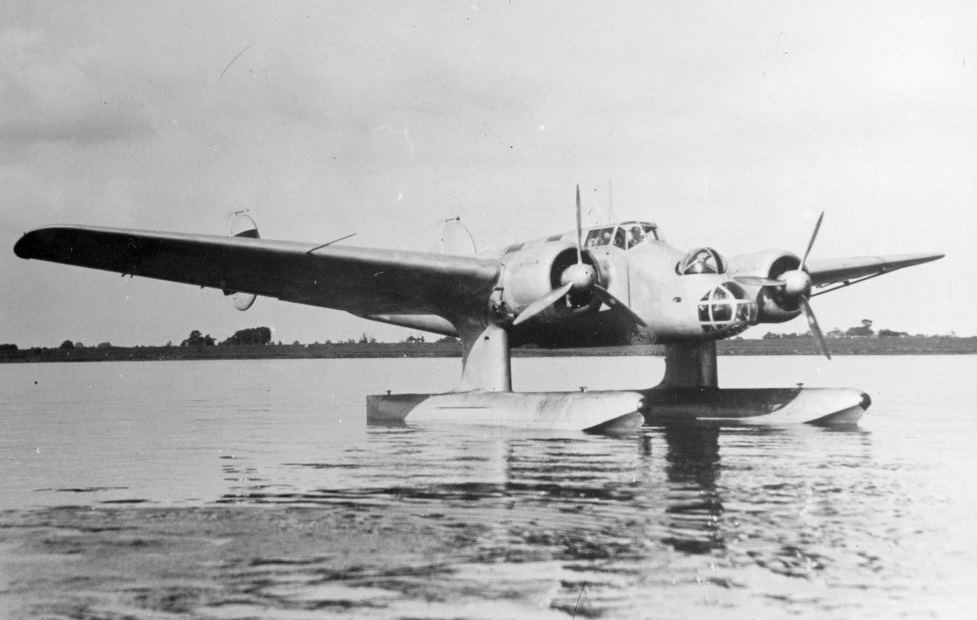
Blohm & Voss Ha 140

Údaje dle

### Technické údaje
- Osádka:
- Rozpětí: 22,00 m
- Délka: 16,75 m
- Výška: 5,50 m
- Nosná plocha: 92,00 m²
- Hmotnost prázdného letounu: 6306 kg
- Vzletová hmotnost: 8510 kg
- Vzletová hmotnost s přetížením: 9235 kg
- Pohonná jednotka:

### Výkony
- Maximální rychlost u hladiny moře: 320 km/h
- Maximální rychlost ve výšce 3000 m: 333 km/h
- Cestovní rychlost: 295 km/h
- Výstup do 5000 m: 39 min
- Dostup: 5100 m
- Dolet: 1150 km